# San Julián (Malta)
San Julián (en inglés, St Julian's; en maltés, San Ġiljan) es una localidad situada en la Región Central de Malta. Según el censo de 2021, tiene una población de 11 653 habitantes.
Tiene el estatus de concejo local.
Su economía está orientada al turismo. La localidad dispone de múltiples hoteles. Los bares y clubes nocturnos se concentran en Paceville. 

## Galería de imágenes

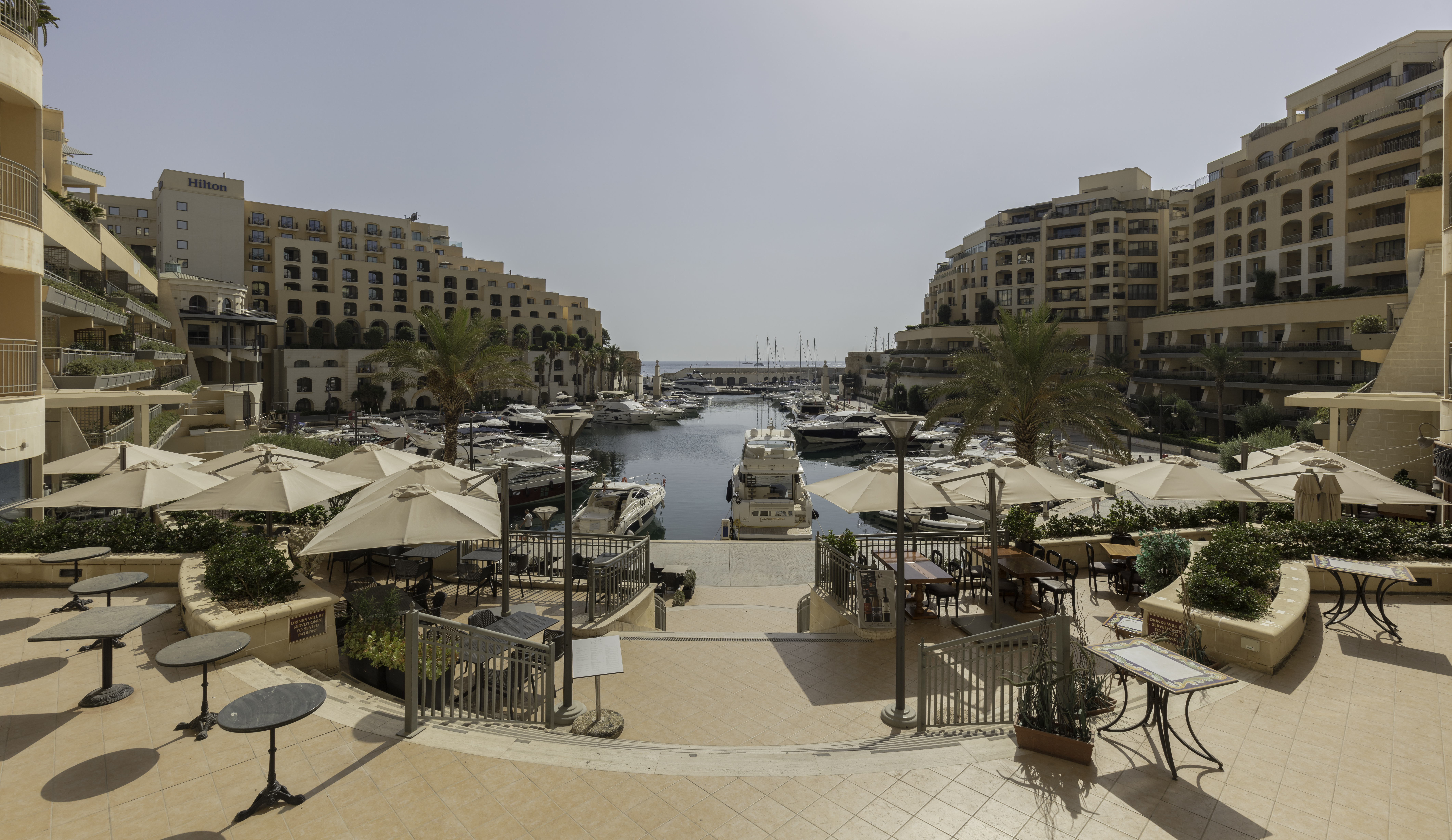
Marina Portomaso
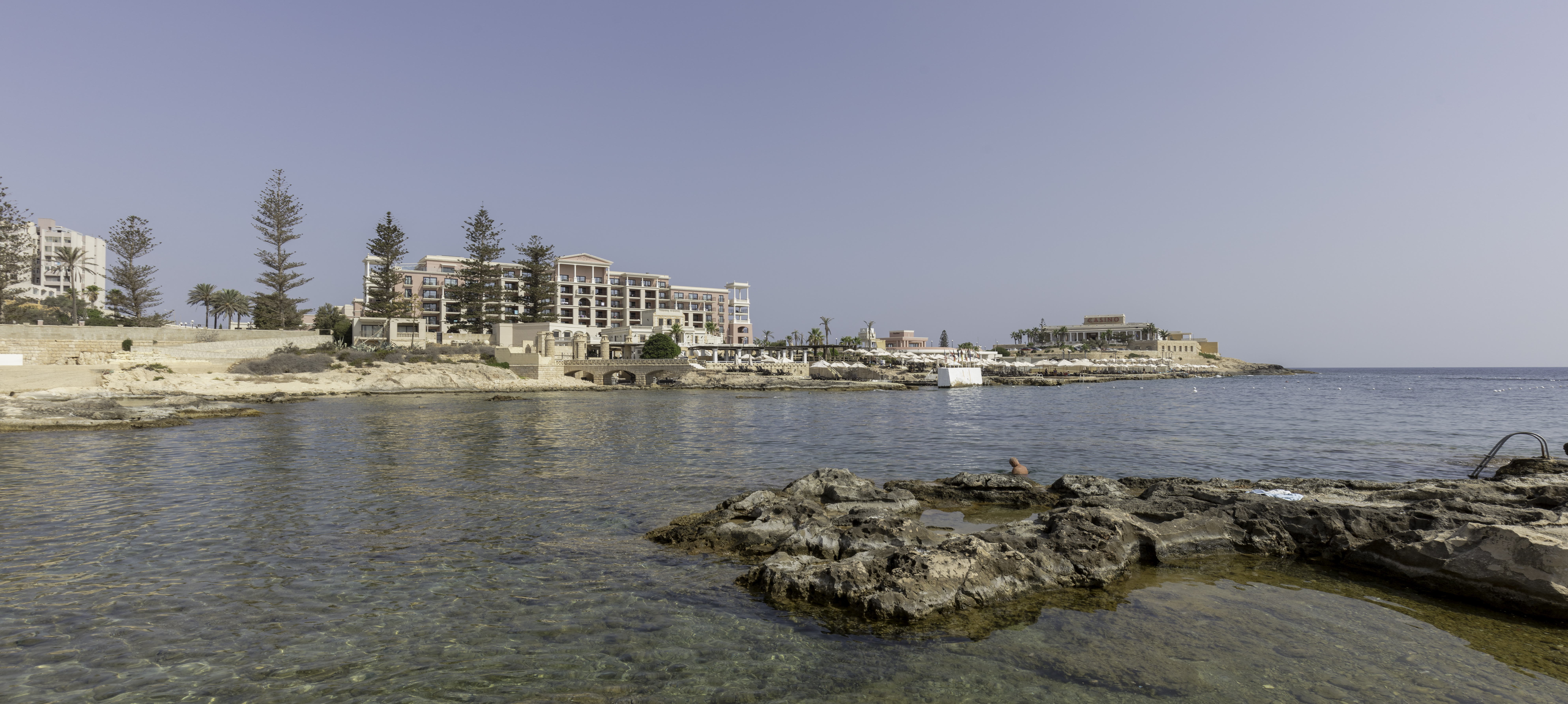
Palacio Dragonara

- Datos: Q669979
- Multimedia: St. Julian's / Q669979